# ابن الديري
سعد بن محمّد بن عبد الله بن سعد بن أبي بكر بن مصلح بن أبي بكر ابن سعد القُدسي الدَّيري المعروف بـابن الدَّيْري نسبة إلى الدير الذي بحارة المرداويين من بيت بالقدس  (20 مارس 1367 - 31 ديسمبر 1462) (19 رجب 768 - 9 ربيع الآخر 867) فقيه حنفي وقاضي ومتصوف شامي. ولد في القدس. حفظ القرآن والعديد من كتب الفقهية ومنظوماته الشعرية، والتفسير. سلك التصوف. تولى قضاء الحنفية بمصر توفي فيها عن 95 عامًا ودفن بتربة الظاهر خُشقَدَم. له مؤلفات كثيرة وأشعار. هو جد الأسرة الخالدية بفلسطين.

## سيرته
هو سعد الدين أبو السعادات سعد بن محمد سعد بن محمد بن عبد الله بن سعد بن أبي بكر بن مصلح بن أبي بكر بن سعد القدسي الديري الحنفي. ونسبته إلى قرية الدير، في مردا، بجبل نابلس. وهو غير محمد بن أبي بكر بن خضر الناصري المعروف أيضًا بابن الديري.

```
ولد في 
19 رجب
 768/ 20 مارس 1367 في القدس 
بالدولة المملوكية
 ونشأ بها. قرأ على‌ شيوخها وعلى والده فحفظ القرآن والعديد من كتب الفقهية ومنظوماته الشعرية، والتفسير. أجازه أبو الخير العلائي وغيره. 
«
وَكَانَ سريع الْحِفْظ مفرط الذكاء وأكب على الِاشْتِغَال وتفقه بِأَبِيهِ وبالكمال السريحي 
وَابْن النَّقِيب
 
وَالشَّمْس بن الْخَطِيب
 والمحب الفاسي وَجَمَاعَة كَثِيرَة في فنون عدَّة وبرع فِي الْفِقْه.
»
[
4
]
```

ولي مشيخة الطريقة الموءيدية الصوفية بعد أبيه. ذهب إلى مصر ودرّس بالقاهرة وكان يفتي ويفسر القرآن ويعمل الميعاد حتى صار مفتي الحنفية وولي قضاء القضاة سنة 842 هـ.

ضعف بصره، فاعتزل القضاء قبل موته بشهر. توفي ابن الديري في 9 ربيع الآخر أو ربيع الأول 867 / 31 ديسمبر 1462 بالقاهرة ودفن بتربة الظاهر خُشقَدَم.

## شعره
وله الشعر الكثير الحسن. سمع منه محمد السخاوي تخميس بديع، ومطلعه:
ومن شعره:

## مؤلفاته
- «شرح العقائد المنسوبة للنسفي»
- «الكواكب النيرات في إثبات وصول الحسنات المهداة إلى الأحياء والأموات»، اقتفى فيه أثر السروجي
- «السهام المارقة في كبد الزنادقة»
- «هل تنام الملائكة أم لا؟»
- «هل منع الشعر مخصوص بنبينا - صلى الله عليه وسلم - أم هو عام لكل الأنبياء؟»
- أبيات في مدح النبي ومنها تخميس
- «الحبس في التهمة والامتحان على طلب الإقرار واظهار المال»
- «النعمانية»، منظومة طويلة، فيها فوائد نثرية